# Risk of Rain
Risk of Rain är ett plattformsspel utvecklat av en indiegrupp vid namn Hopoo Games bestående av två studenter från University of Washington. Spelet, som ursprungligen var ett studentprojekt, finansierades genom en Kickstarter-kampanj för att förbättra spelet, och gavs uttill Microsoft Windows i november 2013. En Playstation Vita-port tillkännagavs i februari 2014.
Spelaren styr en överlevande från en rymdfraktskepp som kraschlandat på en främmande planet. Medan spelaren går vidare genom spelnivåerna, vilka väljs ut slumpmässigt och med viss procedurplacering av föremål inom den valda nivån, måste man överleva genom att döda monster och samla föremål som kan öka spelarens offensiva och defensiva förmågor. Spelet har en svårighetsskala som ökar med tiden, vilket kräver att spelaren måste välja mellan att tillbringa tid med att skaffa erfarenhet och slutföra nivåerna så snabbt som möjligt innan monstren blir svårare att besegra. Spelet stöder upp till fyra kooperativa spelare.